# أحياء قليلة التغذية
أحياء قليلة التغذية (بالإنجليزية: Oligotroph) عبارة عن متعضيات تستطيع النمو في بيئات تحوي تراكيز قليلة جداً من الكربون. معظم هذه المتعضيات القليلة التغذية هي من الجراثيم. وتتميز بنمو بطئ ومعدل استقلاب منخفض وبشكل عام تواجد غير مكثف. تنتشر البيئات الحاوية على مصادر قليلة من الكربون بشكل واسع حيث تكون إما في قاع المحيطات والكهوف والقطب المتجمد والطبقات العميقة في التربة ومياه المحيطات وطبقات المياه الجوفية.